# Efectes de cinta invertida
Els efectes de cinta invertida són efectes especials creats mitjançat l'enregistrament de so a una cinta magnètica i llavors la inversió física de la cinta de manera que quan la cinta és reproduïda, els sons enregistrats se senten en invers. El Backmasking és un tipus d'efecte de cinta invertida.
Tot i que l'habilitat d'invertir la reproducció dels sons enregistrats havia estat coneguda des dels dies primerencs de gravacions de gramòfon i pot ser senzillament aconseguida col·locant l'agulla en el disc i giravoltant-lo en el sentit contrari de les agulles del rellotge, eran poc utilitzats fins als anys 1950. A aquesta década el desenvolupament del gènere de música experimental musique concrète i la difusió de l'ús de gravadoras de cinta en els estudis d'enregistrament van portar a composicions de música de cinta, on la música va ser composta en cinta utilitzant tècniques incloent-hi efectes de cinta inversa.
La tècnica de cinta inversa va esdevenir especialment popular durant la era de la música psicodèlica de la segona meitat dels anys 1960, quan els músics i els productors van explotar una gamma vasta d'efectes especials d'àudio.

## Exemples
Un exemple de l'ús d'efectes de cinta invertida és la cançó "Roundabout" (1972) pel grup de rock progressiu britànic Yes. La cançó comença amb un so que gradualment fa un fos obrint, i després finalitza de cop, canviant abruptament a música de guitarra, interpretada pel guitarrista Steve Howe.
El so que fa un "fos obrint" és un acord menor (interpretat al piano per Rick Wakeman) qué es va tocar i es va gravar fins que va desaparèixer a silenci. La cinta d'aquest acord de piano va ser llavors invertida pel productor Eddie Offord. Sent el só del piano així invertit, a poc a poc augmenta el volum fins que acaba de cop, punt que Offord va editar sense costura a les primeres notes de la introducció de guitarra de Howe. Aquest efecte distintiu és sentit diversas vegadas durant la introducció i la seva repetició.
Un dels exemples musicals més coneguts que presenta efectes de cinta inversa és el tema de Doctor Who (1963), compost per Ron Grainer i realitzat electrònicament per Delia Derbyshire de la BBC Radiophonic Taller.
Un altre exemple famós de l'ús d'efectes de cinta inversa és el single dels Beatles de 1967 "Strawberry Fields Forever", escrit per John Lennon i produït per George Martin. En els versos, la veu de Lennon és acompanyada per una sèrie de sons "silbants" ràpids; aquests són de fet els sons del acompañament de tambor i platet de Ringo Starr. Aquests patrons eren pre-enregistrat acuradament, després la cinta es invertia i llavors i els efectes de percussió invertits eren meticulosament editats a la cinta mestra per sincronitzar amb la música. Al mateix temps, Jimi Hendrix va enregistrar un backward solo de guitarra per a Castles Made of Sand (1967). Stephen Stills, un amic proper de Jimi Hendrix, va utilitzar l'efecte a la cançó de Graham Nash "Pre-Road Downs" del album de debut de Crosby, Stills i Nash.
Moltes altres cançons dels Beatles d'aquest període — inclouent lés pistes de Revolver (1966) "I'm Only Sleeping" i "Tomorrow Never Knows" — també tenen enregistraments de guitarres elèctriques, sitars i "ocells" que han estat invertits.